# Kunst gegen Bares
Die Kunst gegen Bares ist eine von Gerd Buurmann konzipierte und geleitete Kleinkunstshow, die es neben Köln in über 40 Städten in Deutschland, Schweiz, Belgien und Spanien gibt. Gerd Buurmann spielte unter dem Namen Kunst gegen Bares erstmals am 1. Januar 2007 im Theater Eifelturm in Köln, ab dem 7. Januar 2008 im Severins-Burg-Theater und seit Oktober 2010 im artheater.

## Konzept
Ganz in der Tradition einer Offenen Bühne melden sich die Künstler aus dem Publikum heraus. Der Moderator legt dann eine Reihenfolge fest und gibt ihnen die Bühne frei. Es sind Darbietungen aller Art erlaubt, die ein gewisses Zeitlimit nicht überschreiten dürfen. Nachdem alle Künstler ihre Vorstellungen beendet haben, erhalten sie ein Sparschwein. In diese Sparschweine können die Zuschauer einen Geldbetrag hineinwerfen, der ihnen als Entlohnung für den jeweiligen Künstler angemessen erscheint. Zum Ende der Veranstaltung wird ermittelt, wer die höchsten Einnahmen verzeichnen konnte. Dem Gewinner winkt dann der Titel „Kapitalistenschwein der Woche“. Das eingesammelte Geld verbleibt gänzlich bei den einzelnen Künstlern.